# Wallenia lepperi
Wallenia lepperi är en viveväxtart som beskrevs av Panfet och Ventosa. Wallenia lepperi ingår i släktet Wallenia och familjen viveväxter. Inga underarter finns listade i Catalogue of Life.